# Orianne Charpentier
Orianne Charpentier (geboren 1974 in Saigon) ist eine französische Journalistin und Autorin.
Sie wuchs in Marokko, später in der Normandie auf, studierte bis 1996  Literaturwissenschaft und Journalismus am Centre de formation des journalistes in Paris. Danach arbeitete sie unter anderem für Paris Mômes, ein Kulturmagazin für Pariser Kinder und Jugendliche. Heute ist sie freischaffende Journalistin und Autorin von fünf Jugendromanen.

## Werke
- (zus. mit Ourida Aliouane u. Gaëtan Dorémus): C′est mon anniversaire! 80 Bons plans pour bien souffler ses bougies. Autrement, Paris 2006, ISBN 2-7467-0870-1.
- (zus. mit Ourida Aliouane): Tout-petits dans la ville. 80 Bons plans pour les 0-3 ans et leurs parents. Autrement, Paris 2006, ISBN 2-7467-0848-5.
- (zus. mit Ourida Aliouane u. Véronique Cohen): Au secours c’est dimanche! 80 Bons plans pour pimenter ses dimanches. Autrement, Paris 2006, ISBN 2-7467-0834-5.
- (zus. mit Ourida Aliouane): Le monde au coin de la rue. 80 Bons plans pour découvrir le monde à Paris. Autrement, Paris 2006, ISBN 2-7467-0871-X.
- Madame Garguille. Gallimard Jeunesse, Paris 2006, ISBN 2-07-057754-6.
- Mauvaise Graine. Gallimard Jeunesse, Paris 2014, ISBN 978-2-07-069559-1.
- Après la vague. Gallimard Jeunesse, Paris 2014, ISBN 978-2-07-065333-1.
- La vie au bout des doigts. Gallimard Jeunesse, Paris 2014, ISBN 978-2-07-066196-1.

## Preise und Nominierungen
- Prix Marguerite-Audoux des collèges 2015 für Après la vague[3]
- Prix des Lecteurs du Mans 2015 für Après la vague[4]
- Nominiert für den Prix des lycéens allemands 2015 für Après la vague